# 1837 w literaturze
Wydarzenia literackie w 1837 roku.

## Wydarzenia
- polskie

- zagraniczne
  - 27 stycznia?/8 lutego 1837 – Aleksander Puszkin został śmiertelnie postrzelony w pojedynku w obronie honoru żony, zmarł dwa dni później
  - styczeń/luty – w reakcji na wieści o tragicznej śmierci Puszkina Michaił Lermontow napisał wiersz Śmierć poety

## Nowe książki
- polskie

- zagraniczne
  - William Harrison Ainsworth – Crichton
  - Honoré de Balzac:
    - Historia wielkości i upadku Cezara Birotteau
    - Stracone złudzenia,  część I: Dwaj poeci

  - Jeremias Gotthelf – Bauernspiegel
  - Washington Irving – The Adventures of Captain Bonneville
  - Julia Kavanagh – Adele
  - Frederick Marryat – Snarleyyow
  - Prosper Mérimée – Wenus z Ille (opowiadanie)
  - Mary Shelley – Falkner

## Nowe dramaty
- polskie
- zagraniczne
  - Alfred de Musset – Un caprice

## Nowe poezje
- polskie
- zagraniczne
  - José de Espronceda – El estudiante de Salamanca
  - Alphonse de Lamartine – Chute d'un ange

## Urodzili się
- 21 lutego – Rosalía de Castro, hiszpańska (galicyjska) poetka (zm. 1885)
- 28 lutego – Józef Chociszewski, polski redaktor, wydawca, pisarz (zm. 1914)
- 1 marca
  - Ion Creangă, pisarz rumuński (zm. 1889)
  - William Dean Howells, pisarz amerykański (zm. 1920)
  - Georg Ebers, niemiecki powieściopisarz (zm. 1898)
- 19 marca – Edward Lubowski, polski dramatopisarz (zm. 1923)
- 5 kwietnia – Algernon Charles Swinburne, angielski poeta (zm. 1909)
- 21 maja – Zofia Szeptycka, polska pisarka i malarka (zm. 1904)
- 17 sierpnia – Charlotte Forten Grimké, amerykańska pisarka i poetka (zm. 1914)
- 8 września – Joaquin Miller, amerykański dziennikarz, poeta i dramaturg (zm. 1913)
- 29 września – Michał Bałucki, polski pisarz, komediopisarz i publicysta okresu pozytywizmu (zm. 1901)
- 4 października – Mary Elizabeth Braddon, angielska pisarka (zm. 1915)
- 8 grudnia  – Wincenty Stroka, polski poeta (zm. 1928)

## Zmarli
- 29 stycznia?/10 lutego 1837 – Aleksander Puszkin, rosyjski poeta (ur. 1799; zmarł od ran odniesionych dwa dni wcześniej w pojedynku)
- 12 lutego – Ludwig Börne, niemiecki dziennikarz i pisarz satyryk (ur. 1786)
- 13 lutego – Mariano José de Larra, hiszpański pisarz i dziennikarz (ur. 1809)
- 19 lutego – Georg Büchner, pisarz niemiecki (ur. 1813)
- 14 czerwca – Giacomo Leopardi, włoski poeta (ur. 1798; zmarł na cholerę)
- 8 września – Samuel Egerton Brydges, angielski bibliograf, historyk literatury, polityk (ur. 1762)